# 緊急速報メール (ウィルコム)
緊急速報メール（きんきゅうそくほうメール）とは、気象庁が配信する緊急地震速報や津波警報、地方公共団体が発信する災害・避難情報などを受信することができる、ソフトバンク・Y!mobileブランドのPHS音声端末向けサービス。PHSの利用者は通信料、情報料ともに無料。2013年11月14日より配信開始。
ここでは便宜上、旧ウィルコムの端末およびY!mobileブランドが「ケータイ」と称しているPHS端末(約款上の「PHSサービス」対応端末を指す。「電話サービス（タイプ3）」対応端末や「電話サービス(タイプ1)」のネットワークを利用する、ケータイと称するフィーチャーフォン（いわゆるガラホ）は、本サービス対象外)についても言及する。

## 概要
緊急地震速報を受信できるエリアは全国。津波警報（大津波、津波）の対象沿岸地域を含むエリアにいるときであれば、日本国内全域で受信可能。対象エリアにいる場合でも、警報音が鳴動せずに画面上の表示のみとなる場合がある。また、通信中ないしは電波が届かなかった場合の再受信は不可。
2014年末時点で、緊急地震速報と津波警報のみに対応しており、避難情報などの他の情報は配信されなかった。

## 配信方式
不明。

## 対応機種
2014年12月1日現在。対応機種以外では利用できない。
- WX11K…緊急地震速報+津波警報のみ対応
- WX12K…緊急地震速報+津波警報のみ対応
- WX04S…緊急地震速報+津波警報のみ対応
- 301JR…緊急地震速報+津波警報のみ対応
- 301KC…緊急地震速報+津波警報のみ対応
- 401KC…緊急地震速報+津波警報のみ対応
- 402KC…緊急地震速報+津波警報のみ対応

### 例外
スマートフォン（WILLCOM CORE 3GとのデュアルモードあるいはPHS網を利用できない単独利用形態）契約の端末（WX04K、WX06K、WX10Kなど。ソフトバンクモバイルのY!mobileブランドのスマートフォンでの契約では、「電話サービス(タイプ1)」ないしは「電話サービス(タイプ3)」相当）については、旧来からのソフトバンクモバイル網をベースとして利用しているため、緊急速報メール (SoftBank)の内容に準じて提供される。